# Senhorio do Cadaval
O Senhorio do Cadaval foi um domínio português, criado por diploma da chancelaria de D. João I datado de 30 de Abril de 1388 a favor de D. Pedro de Castro, vassalo do rei, dando-lhe a concessão "do lugar do Cadaval com todalas aldeas do termo [...] com todos seus derreitos rendas foros e pertenças", que eram então propriedade da Coroa Portuguesa
A concessão foi então justificada pelo rei como compensação àquele seu vassalo pela cedência que lhe fizera do seu lugar de Salvaterra. Porém, dez anos mais tarde, o mesmo rei oferece uma versão diferente desta justificação, afirmando que ele e sua esposa, a rainha D. Filipa, haviam outorgado a "sua" vila do Cadaval, e o seu reguengo de Campores, a par de Penela, por permuta a D. Pedro de Castro, recebendo em troca a vila de Salvaterra e o Castelo de São Martinho, que estavam em terra da Galiza.